# Запорожский дуб
Запоро́жский дуб — ботанический памятник природы дубовых лесов Приднепровья, возрастом более 700 лет, туристическая достопримечательность. Находится на севере Днепровского района на правом берегу города Запорожье (на территории бывшего посёлка Верхняя Хортица). Долгое время смотрителем дуба был Никифор (Нечипор) Дейкун, который всю жизнь прожил под дубом, охраняя и оберегая его. В 1990-х дуб почти засох, осталась одна живая ветвь. В начале 2000-х рядом с дубом организован историко-культурный комплекс, возведена часовня, дуб укрпеплён металлическими мачтами-подпорками. С 1972 года — заповедный объект, с 2010 года — Национальное дерево Украины. 4 июня 2025 года последняя ветка дуба упала под собственным весом.

## Описание
Относится к виду Дуб черешчатый (Quercus robur).
Дуб находится в правобережной части города Запорожья, в пределах бывшего села Хортица (Верхняя Хортица), на пересечении улиц Тараса Бульбы и Никифора Дейкуна. Дерево стоит на правом берегу одного из истоков реки Верхняя Хортица в устье разветвлённой Кайдацкой балки.
Первое упоминание дерева встречается в книге Якова Новицкого «С берегов Днепра» (1905), где сообщается о том, что дуб находился во дворе меннонита Арона Гарднера в благоприятных условиях для произрастания. Начало систематическому и квалифицированному уходу за дубом положило Хортицкое природоохранное общество, основанное в Верхней Хортице в 1910 году по инициативе П. Бузука.
Возраст дуба оценивается с погрешностью до ста лет. Зачастую приводится примерный возраст в 700 лет; .
Высота дуба достигала 36 метров, обхват ствола 6,32 метра; вес оценивается в 60 тонн; диаметр кроны 43 метра. Ранее крона дерева достигала размеров до 64 метров в диаметре.
Долгое время смотрителем дуба был Никифор (Нечипор) Дейкун, который всю жизнь прожил под дубом, охраняя и оберегая его. В 1970-х годах действовал музейный комплекс «Запорожский дуб» и выставочный салон (филиал заповедника «Хортица»), где устраивались экспозиции, посвящённые знаменательным датам в истории страны, края и города. Жёлуди дуба использовались для посадки лесополос.

## Засыхание дуба
Состояние дуба ухудшилось в 1980-е годы, утверждения, что это якобы было вызвано дамбой Днепрогэса, которой был поднят уровень воды в верхнем бьефе и заполнение Каховского водохранилища (уровень воды в пределах Запорожья поднялся на 2 метра) не имеют научных обоснований. А вот последующее увеличение индустриальных выбросов в воздух и воду действительно ухудшило состояние дерева.
В 1990-х дуб почти засох, осталась одна живая ветвь, с которой туристы продолжали срезать прутья. Основной проблемой в 1990-х были высокие грунтовые воды.
В спасении засыхающего дуба участвовал учёный-лесовод Александр Найда. По его воспоминаниям были сделаны несколько шурфов, куда добавили 5 тонн земли из молодого леса, 40 тонн воды и биостимуляторы. Это позволило оживить пять из одиннадцати ветвей-стволов. Остальные усохли из-за запоздалых мер.
В 1996 году дуб поразила молния.
В 2001 году для сохранения дуба с трёх сторон установили металлические мачты с флажками и натянули книзу тросы и канатные лестницы. Они выполняют двойную нагрузку: и помогают дереву сохранить равновесие, и создают образ корабля.
В 2008 году дерево было обследовано специалистами из Запорожского национального университета, которые обнаружили многочисленные трещины и ходы вредителей, повышенную ломкость ветвей.
В 2014 году сильный ветер отломил очередную ветвь дуба, а в 2015 году дуб вновь поразила молния.
В 2023 году рухнула центральная ветвь, повиснув над единственной оставшейся живой ветвью дуба.
4 июня 2025 года упала последняя ветвь дуба, оставив только сухой столб без листвы.

## Историко-культурный комплекс «700-летний запорожский дуб»
С целью сохранения достопримечательности в 1999 году было принято решение о консервации дуба и создания фольклорно-историко-этнографического ландшафтного ансамбля. Инициатива спасения дуба принадлежала редактору издательства «Дикое поле» Александру Лазутину и Николаю Горошко. Был основан благотворительный фонд «Запорожские святыни», к организации которого подключился предприниматель Сергей Солод, с которым связаны финансовые махинации фонда. При содействии фонда 24 августа 2001 года рядом с дубом открылся историко-культурный центр «700-летний Запорожский дуб». Автор проекта — народный художник Украины А. В. Гайдамака, исполнитель художественной части — В. Сирко. Рядом был открыт кафе-ресторан. На территории комплекса построена часовня Покрова Пресвятой Богородицы (строительство начато в 2002 году). В 2009 году комплекс передан под охрану детско-юношеской школе казацкого боевого искусства «Спас». Дуб почитается родноверами.

## Легенды
- По легенде, здесь собирал в 1648 году своё войско Богдан Хмельницкий[23].
- По легенде, кошевой атаман Запорожской Сечи Иван Сирко с казаками под дубом писали письмо турецкому султану[7][23].
- В 1843 году под запорожским дубом поэт Т. Г. Шевченко читал свою поэму «Катерина»[7].
- По легенде, во время Гражданской войны дуб хотели уничтожить махновцы[10], а во время Великой Отечественной войны немцы хотели отправить дуб в Германию[23].